# Toxorhina (Ceratocheilus) lyrata
Toxorhina (Ceratocheilus) lyrata is een tweevleugelige uit de familie steltmuggen (Limoniidae). De soort komt voor in het Afrotropisch gebied.